# Groapa Rădăii, Mureș
Groapa Rădăii este un sat în comuna Miheșu de Câmpie din județul Mureș, Transilvania, România.